# Championnat du Luxembourg de football 1946-1947
Navigation
Saison précédente Saison suivante
La saison 1946-1947 du Championnat du Luxembourg de football était la 33e édition du championnat de première division au Luxembourg. Douze clubs sont regroupés au sein d'une poule unique où ils se rencontrent deux fois, à domicile et à l'extérieur. En fin de saison, les 3 derniers du classement sont relégués et les 3 premiers de Promotion d'Honneur (la deuxième division luxembourgeoise) sont promus.
C'est le Stade Dudelange qui remporte à nouveau le championnat après avoir terminé en tête du classement final, avec 12 points d'avance sur l'autre club de la ville, l'US Dudelange et 15 sur le CS Fola Esch. Il s'agit du 5e titre de champion du Luxembourg de l'histoire du club, qui manque le doublé en s'inclinant en finale de la Coupe du Luxembourg face à l'Union Luxembourg.

## Les 12 clubs participants
| - CA Spora Luxembourg - CS Pétange - Chiers Rodange - CS Fola Esch - Progrès Niedercorn - Racing Rodange - Promu de Promotion d'Honneur | - The National Schifflange - Stade Dudelange - Union Luxembourg - US Dudelange - Red Boys Differdange - Jeunesse d'Esch - Promu de Promotion d'Honneur |

## Compétition

### Classement
Le barème utilisé pour établir le classement est le suivant :
- Victoire : 2 points
- Match nul : 1 point
- Défaite, forfait ou abandon : 0 point

| Rang | Équipe               | Pts | J  | G  | N | P  | Bp | Bc | Diff |
| ---- | -------------------- | --- | -- | -- | - | -- | -- | -- | ---- |
| 1    | Stade Dudelange (T)  | 40  | 22 | 20 | 0 | 2  | 83 | 20 | +63  |
| 2    | US Dudelange         | 28  | 22 | 13 | 2 | 7  | 48 | 36 | +12  |
| 3    | CS Fola Esch         | 25  | 22 | 11 | 3 | 8  | 48 | 50 | -2   |
| 4    | Union Luxembourg (C) | 24  | 22 | 11 | 2 | 9  | 40 | 38 | +2   |
| 5    | National Schifflange | 23  | 22 | 10 | 3 | 9  | 52 | 49 | +3   |
| 6    | Red Boys Differdange | 22  | 22 | 9  | 4 | 9  | 44 | 38 | +6   |
| 7    | CA Spora Luxembourg  | 21  | 22 | 8  | 5 | 9  | 41 | 43 | -2   |
| 8    | Progrès Niedercorn   | 21  | 22 | 7  | 7 | 8  | 39 | 47 | -8   |
| 9    | Jeunesse d'Esch (P)  | 20  | 22 | 8  | 4 | 10 | 32 | 33 | -1   |
| 10   | Racing Rodange (P)   | 15  | 22 | 5  | 5 | 12 | 33 | 41 | -8   |
| 11   | Chiers Rodange       | 13  | 22 | 5  | 3 | 14 | 29 | 55 | -26  |
| 12   | CS Pétange           | 12  | 22 | 5  | 2 | 15 | 26 | 65 | -39  |

|  | Champion du Luxembourg 1946-1947                                                             |
|  | Relégation directe en Promotion d'Honneur                                                    |
|  | (T) Tenant du titre (C) Vainqueur de la Coupe du Luxembourg (P) Promu de Promotion d'Honneur |

## Bilan de la saison
| Championnat du Luxembourg de football 1946-1947 |                            |
| Champion                                        | Stade Dudelange (5e titre) |
| Coupes et trophées                              |                            |
| Vainqueur de la Coupe du Luxembourg 1946-1947   | Union Luxembourg           |
| Promotions et relégations                       |                            |
| Promus en Division d'Honneur                    | Sporting Bettembourg       |
| Promus en Division d'Honneur                    | SC Tétange                 |
| Promus en Division d'Honneur                    | Red Black Pfaffenthal      |
| Relégués en Promotion d'Honneur                 | Racing Rodange             |
| Relégués en Promotion d'Honneur                 | Chiers Rodange             |
| Relégués en Promotion d'Honneur                 | CS Pétange                 |